# اچ‌ام‌اس کیگنت (اچ۸۳)
اچ‌ام‌اس کیگنت (اچ۸۳) (به انگلیسی: HMS Cygnet (H83)) یک کشتی بود که طول آن ۳۲۹ فوت (۱۰۰٫۳ متر) بود. این کشتی در سال ۱۹۳۱ ساخته شد.